# Francis Poty
Francis Poty, né le 8 novembre 1940 à Luttre (Pont-à-Celles) est un homme politique belge francophone, membre du PS.
Il est régent en sciences et géographie; ancien professeur.
Il a été président de la commission culturelle Nord-Alouette (depuis 1971), administrateur de La Carolorégienne - logements sociaux de Charleroi (depuis 1976) et vice-président du CA du Fonds de garantie des Bâtiments scolaires de la Communauté française (depuis 1995).
Mis en cause dans la mauvaise gestion de la Carolorégienne, il est forcé de démissionner de la vice-présidence (2005),.

## Carrière politique
- 1983-1995 : Conseiller communal de Charleroi
- 1991-1995 : membre de la Chambre des représentants (PS)
- 1991-2004 : membre du Conseil régional wallon 
  - membre du Conseil de la Communauté française
  - sénateur désigné par le Conseil de la Communauté française (95-2004)[3]

## Distinctions
- Chevalier de l'ordre de Léopold (11 mai 2003)[3]
- Médaille civique de 1re classe (2 mars 1993)[3]